# 疏林时代
疏林时代（Woodland Period）是一个专门名称，指称美国中东部地区前哥伦布时期的古代印第安人文化位于公元前11世纪至公元11世纪之间的阶段。

## 簡介
北美洲中东部是一片广阔平坦的大平原，密西西比河穿流而过。古代印第安人各支在这里繁衍生息。早在疏林时代之前，一些印第安部落已经进入新石器时代以及氏族社会。大约在公元前11世纪，平原上的大部分印第安人开始制作陶器，标志着早期疏林时代（约1000BC-1AD）的开始。其实早在数千年前已经有个别地方的印第安人开始制作陶器，如佛罗里达州的Orange Culture以及佐治亚州的Stallings culture。现在学者们更倾向于把定居、复杂的丧葬仪式等多种因素综合作为疏林时代的开始之标志。
在早期疏林时代，各印第安群落开始有定居的迹象，原始农业开始出现，但是没有产生较密集的农业，生产严重依赖大自然。氏族社会组织发展，某些地区进入了母系氏族公社的繁荣阶段。社会经济仍以渔猎采集为主，只有少量的种植作为补充，但是越往后农业的地位越高。工具为石器，武器有矛和飞掷标枪（投矛器）。公元前1世纪以后开始出现陵墓，这预示着社会变动的来临。早疏林时代最著名的文化有雅典娜文化（Adena Culture）。
中期疏林时代（1AD-500AD）是一个发生了大变动的时期，一些地区的印第安人氏族开始社会分化，并出现了较多为重要人物建造的大型陵墓，从一些遗址可以肯定狩猎者的地位在社群内相对较高。较重要的遗址分布在伊利诺伊州、俄亥俄州等地。这一时期贸易有了很大的发展，形成了覆盖整个美国东部的贸易网。整个东部地区的文化出现了很多共性，史称 Hopewell tradition。这一时期人口增长，农业继续发展。此时期最大的遗址为平森土丘。
晚期疏林时代（500AD-1000AD）人口大量分散开来，大型陵墓的建造趋于停滞，氏族分裂变小，商业贸易萎缩。但是生产仍在进步，弓箭取代了矛和标枪，玉米、豆类、南瓜的种植广泛铺开，农业开始成为人们最主要的经济活动。关于商业萎缩的原因，有很多解释，比如说生产进步使小规模经营盛行、气候变化、地区间差异缩小等等。
疏林时代结束后，北美洲中东部大部分地区进入密西西比文化时代。尽管如此，其实很多地方的印第安人还一直停留在晚期疏林时代直到欧洲人到来，比如美国东北部的易洛魁人。